# Mountain Grove
Mountain Grove è un comune degli Stati Uniti d'America, situato nello Stato del Missouri, diviso tra la contea di Wright e la contea di Texas.